# Герб Восточного (Кировская область)
Герб посёлка городского типа Восточный — опознавательно-правовой знак, составленный и употребляемый в соответствии с правилами геральдики, служащий символом Восточного городского поселения Омутнинского района Кировской области Российской Федерации.

## Описание герба
Описание герба:
В ельчато пересечённом золотом и зелёном поле золотой же (в золоте нитевидно окаймлённый червленью) безант, обременённый кольцом, составленным из червлёных треугольников (соприкасающихся основаниями, а вершинами касающихся края безанта), внутри которого — свернувшаяся в кольцо червлёная саламандра; из-за безанта возникает червлёная, бегущая влево волна с вытянутым и заострённым гребнем, ударяющим в левом верхнем углу в червлёную звезду о пяти лучах.

## Обоснование символики
Обоснование символики герба:
Жёлтый цвет верхней части герба — цвет герба Кировской области и Омутнинского района;
 
зелёный цвет нижней части — говорит о богатстве природы и о том, что посёлок образован в лесной глуши;
солнце — символ жизни;
красная ящерица — саламандра, свернувшаяся кольцом, образует букву «О» — начальную букву названия Омутнинского района, символизирует химические знания, позволяющие производить лекарственные препараты и способность к возрождению;
звезда символизирует космический корабль «Восток», в честь первого полёта которого и был назван посёлок, давший название муниципальному образованию;
золото олицетворяет богатство и постоянство;
червлень (красный цвет) — любовь, силу, мужество и храбрость;
зелёный цвет — надежду, свободу и здоровье.

## История создания
- 28 июля 2011 — герб утверждён решением Восточной городской Думы[1].
- Герб посёлка Восточный включён в Государственный геральдический регистр Российской Федерации под № 7463[1].